# Liste der Kulturdenkmale in Bodman-Ludwigshafen

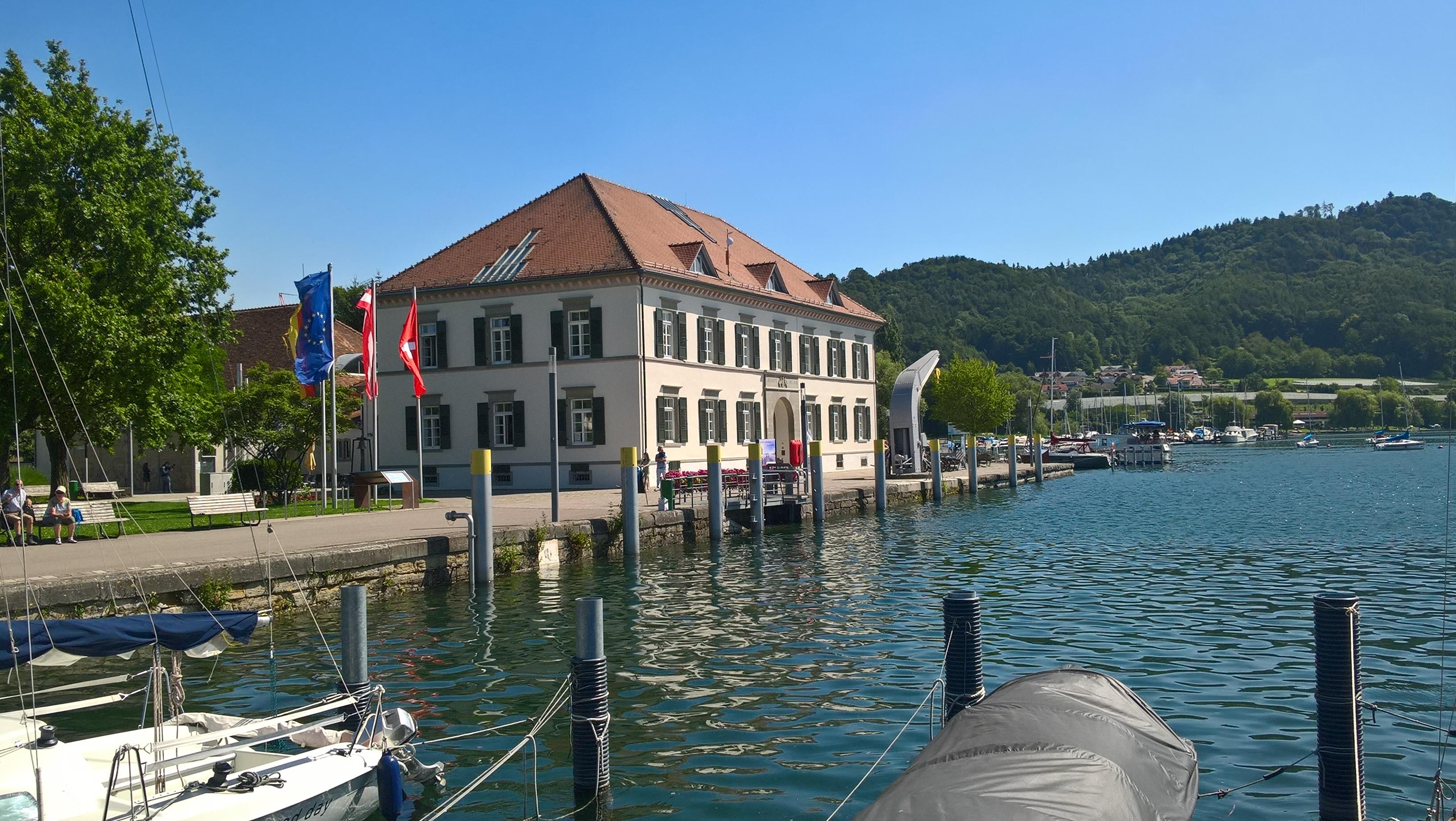
Uferpromenade in Ludwigshafen

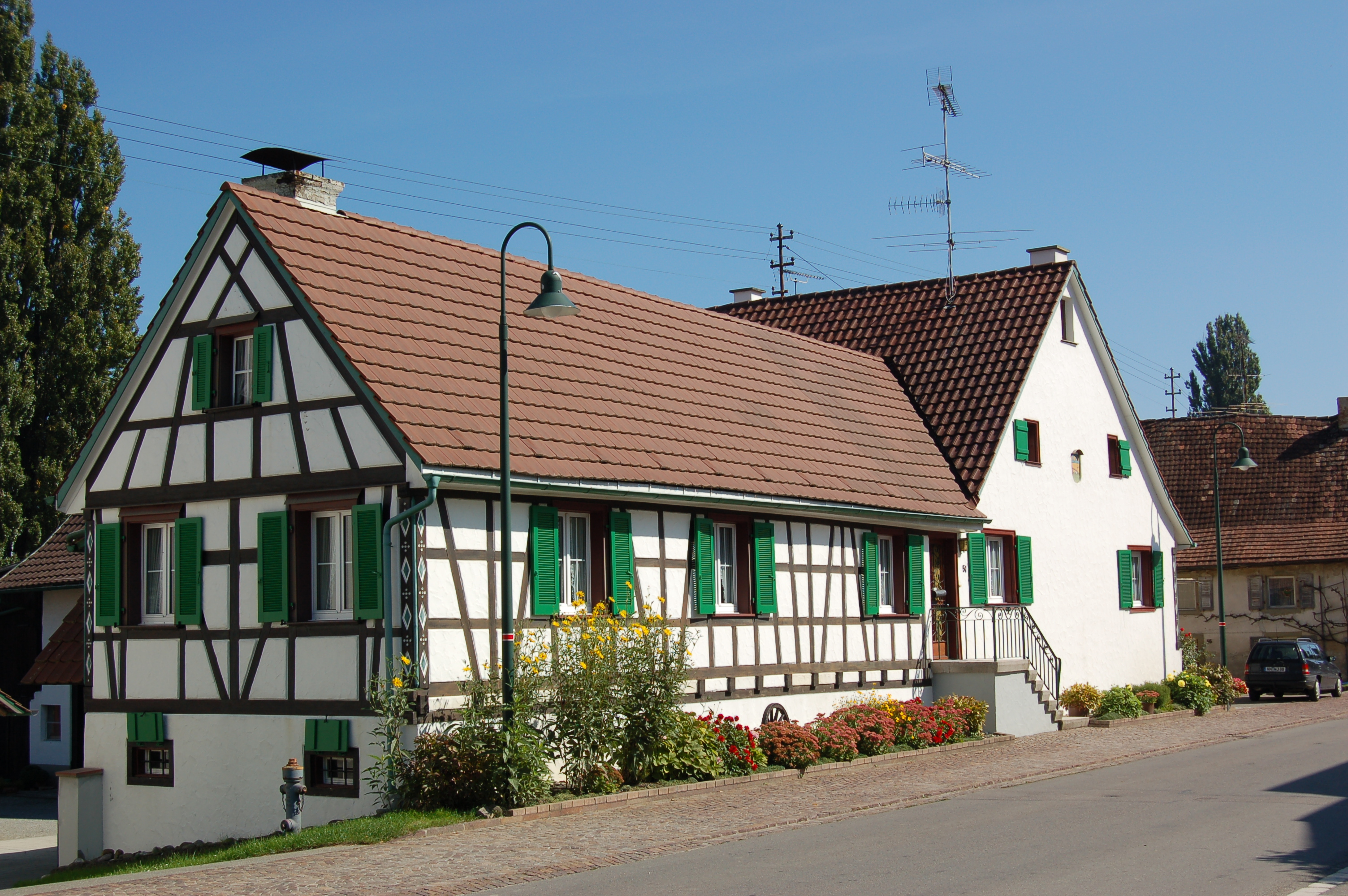
Bodman am Bodensee

In der Liste der Kulturdenkmale in Bodman-Ludwigshafen sind unbewegliche Bau- und Kunstdenkmale aller Ortsteile von Bodman-Ludwigshafen im baden-württembergischen Landkreis Konstanz aufgeführt.
Diese Liste, die auf Grundlage der vom Regierungspräsidium Freiburg herausgegebenen Liste der Bau- und Kunstdenkmale erstellt wurde, ist nicht rechtsverbindlich und entspricht möglicherweise nicht dem aktuellen Stand der offiziellen Denkmalliste vom Landesamt für Denkmalpflege Baden-Württemberg, die nicht öffentlich ist und nur bei „berechtigtem Interesse“ eingesehen werden kann. Eine rechtsverbindliche Auskunft ist lediglich auf Anfrage bei der Unteren Denkmalschutzbehörde der Gemeinde Bodman-Ludwigshafen erhältlich.

## Allgemein
- Bild: Zeigt ein ausgewähltes Bild aus Commons, „Weitere Bilder“ verweist auf die Bilder im Medienarchiv Wikimedia Commons.
- Bezeichnung: Nennt den Namen, die Bezeichnung oder die Art des Kulturdenkmals.
- Lage: Straßenname und Hausnummer oder Flurstücknummer des Kulturdenkmals, gegebenenfalls auch den Ortsteil. Die Grundsortierung der Liste erfolgt nach dieser Adresse. Der Link (Karte) führt zu verschiedenen Kartendiensten mit der Position des Kulturdenkmals. Fehlt dieser Link, wurden die Koordinaten noch nicht eingetragen. Sind diese bekannt, können sie über ein Tool mit einer Kartenansicht einfach nachgetragen werden. In dieser Kartenansicht sind Kulturdenkmale ohne Koordinaten mit einem roten bzw. orangen Marker dargestellt und können durch Verschieben auf die richtige Position in der Karte mit Koordinaten versehen werden. Kulturdenkmale ohne Bild sind an einem blauen bzw. roten Marker erkennbar.
- Datierung: Baubeginn, Fertigstellung, Datum der Erstnennung oder grobe zeitliche Einordnung entsprechend des Eintrags in der zuständigen Denkmaldatenbank (Landesamt für Denkmalpflege Baden-Württemberg).
- Beschreibung: Kurzcharakteristik des Kulturdenkmals.

## Kulturdenkmale der Gemeinde Bodman-Ludwigshafen

### Bodman
| Bild           | Bezeichnung                                | Lage                                                                          | Datierung             | Beschreibung  | ID |
| -------------- | ------------------------------------------ | ----------------------------------------------------------------------------- | --------------------- | ------------- | -- |
| Weitere Bilder | Schloss Bodman                             | Bodman, Schlossstraße (Karte)                                                 | 1831/32               | Schloss       |    |
| Weitere Bilder | Burgruine Altbodman                        | Bodman, Bodenwald (Karte)                                                     | 1309–1332             | Burgruine     |    |
| Weitere Bilder | Kloster Frauenberg                         | Bodman, Bodenwald (Karte)                                                     |                       | Burg          |    |
|                | Weilerkapelle                              | Bodman, Kaiserpfalzstraße 9 (Karte)                                           | um 1700               | Kapelle       |    |
| Weitere Bilder | Katholische Pfarrkirche St. Peter und Paul | Bodman, In der Stelle 4 (Karte)                                               | 1616–1888             | Kirche        |    |
| Weitere Bilder | Torkel                                     | Bodman, Am Torkel (Karte)                                                     | 1772                  | Torkel        |    |
| Weitere Bilder | Schächerkapelle                            | Bodman, Seestraße (Karte)                                                     | 1744                  | Figurengruppe |    |
|                | Wohnhaus                                   | Bodman, Seestraße 7 (Karte)                                                   | 19. Jh.               |               | BW |
|                | Trafostation                               | Bodman, Kaiserpfalzstraße 61 (Karte)                                          | 1. Hälfte d. 20. Jhd. |               | BW |
|                | Wasserhochbehälter                         | Bodman, Am Königsweingarten (Karte)                                           | 1905                  |               | BW |
|                | Hotel Linde                                | Bodman, Kaiserpfalzstraße 50 (Karte)                                          | 1837                  |               |    |
|                | Rathaus                                    | Bodman, Kaiserpfalzstraße 68 (Karte)                                          | 1898–1899             |               | BW |
|                | Friedhof                                   | Bodman, Friedhofstraße (Karte)                                                |                       |               | BW |
|                | Ehem. Pfalz Bodman                         | Bodman, Kaiserpfalzstraße 123, In der Stelle 1, Kaiserpfalzstraße 125 (Karte) | 1744                  |               | BW |

### Ludwigshafen
| Bild           | Bezeichnung                       | Lage                                          | Datierung         | Beschreibung              | ID |
| -------------- | --------------------------------- | --------------------------------------------- | ----------------- | ------------------------- | -- |
| Weitere Bilder | Bodenseegürtelbahn                | Ludwigshafen, Bahnhofstraße 2b, 3, 14 (Karte) | um 1895           | Bahnhof mit Nebengebäuden |    |
| Weitere Bilder | Ehem. Zollamtsgebäude             | Ludwigshafen, Hafenstraße 5 (Karte)           | 1824–1826         |                           |    |
| Weitere Bilder | Katholische Pfarrkirche St. Otmar | Ludwigshafen, Hauptstraße 27 (Karte)          | 18. Jh.-1962      | Kirche                    |    |
| Weitere Bilder | St.-Anna-Kapelle                  | Ludwigshafen, Kronbühlstraße (Karte)          | 1734              | Kapelle                   |    |
|                | Villa                             | Ludwigshafen, Radolfzeller Straße 38 (Karte)  | um 1905 – um 1910 | Villa                     | BW |